# بحيرة كريتر
بحيرة كريتر (بالإنجليزية: Crater Lake) هي بحيرة ناتجة عن بقايا فوهة بركانية واقعة في المركز الجنوبي لولاية أوريغون في الولايات المتحدة الأمريكية وهي أهم معلم في منتزه بحيرة الفوهة الوطني، ومشهورة باللون الأزرق الغامق للماء وصفائه. ويبلغ عمق البحيرة 655 متر. تشكلت هذه البحيرة قبل 7700 سنة بانفجار بركان جبل مازاما. أول تدوين للرجل الأبيض لهذه البحيرة كان من قبل جون ويسلي هيلمان والذي أطلق عليها اسم البحيرة الزرقاء العميقة. وقد تم إعادة تسمية هذه البحيرة لاحقا لثلاث مرات، فسميت أولا البحيرة الزرقاء ثم بحيرة العظمة وأخير بحيرة كريتر (بمعنى بحيرة الفوهة).

## الأبعاد والعمق
تقع هذه البحيرة في مقاطعة كلاماث وتبعد حوالي 97 كم في الشمال الغربي عن مركز المقاطعة كلاماث فالز وتبعد حوالي 130 كم عن مدينة ميدفورد.
تبلغ ابعاد البحيرة 6*8 كم ومتوسط العمق فيها حوالي 350 متر. وسجل أكثر عمق ضمنها بـ 594 متر. والذي قد يتغير قليلاً تبعاً للظروف المناخية وتغيراتها. مما يجعل بحيرة كريتر أعمق بحيرة في الولايات المتحدة الأمريكية وثاني أعمق بحيرة في أمريكا الشمالية، وتاسع أعمق بحيرة في العالم (أعمق بحيرة في العالم هي بحيرة بايكال). غالباً ما تصنف بحيرة كريتر كسابع أعمق بحيرة في العالم حيث يتم استبعاد بحيرة فوستوك والتي تقع تحت 4000 متر من جليد القارة القطبية الجنوبية والبحيرة الأخرى التي غالباً ما يتم استبعادها هي بحيرة سانت مارتين التي تقع على الحدود الأرجنتينية، التشيلية.
أما ترتيب البحيرة من حيث متوسط العمق بالنسبة لمتوسط عمق البحيرات حول العالم فإنها البحيرة الأعمق في النصف الغربي من الكرة الأرضية وثالث أعمق البحيرات في العالم. أما إذا تمت مقارنة العمق حسب مستوى الهبوط عن مستوى البحر فإن بحيرة كريتر هي الأعمق. يتراوح طول الحافة البركانية للبحيرة ما بين 2100 إلى 2400 متر.

## الجيولوجيا
تعتبر بحيرة كريتر جزء من كاسكيد رينج والقوس البركاني والذي تشكل بشكل أساسي من صخور أنديسايت والداسايت وريوداسايت خلال فترة لا تقل عن 400000 سنة. تشكلت الكالديرا انفجار بركاني هائل والذي أدى إلى ظهور جبل مازاما سنة 5700 قبل الميلاد. وقد نفث خلال هذا الانفجار حوالي 50 كيلومتر مكعب من الريوداسايت. وأدت جميع الانفجارات البركانية إلى ولادة الكالديرا.

## معرض صور

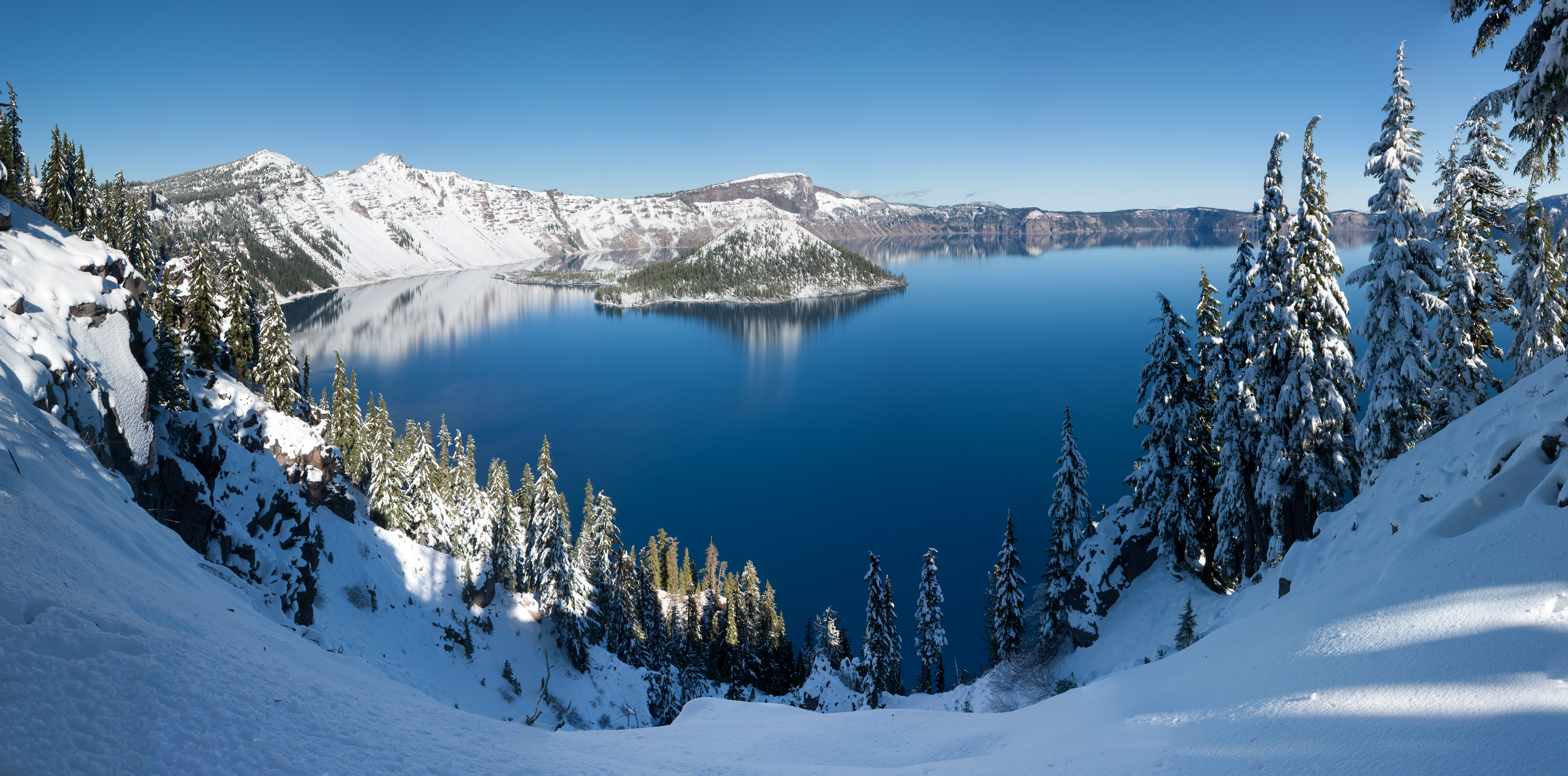
صورة بانورامية شتوية عالية الجودة لبحيرة كريتر.